# Prionofrontia erygidia
Prionofrontia erygidia är en fjärilsart som beskrevs av George Francis Hampson 1902. Prionofrontia erygidia ingår i släktet Prionofrontia och familjen nattflyn. Inga underarter finns listade i Catalogue of Life.